# 豪尔赫·埃利塞尔·盖坦
豪尔赫·埃利塞尔·盖坦-阿亚拉（西班牙語：Jorge Eliécer Gaitán Ayala，1903年1月23日—1948年4月9日），哥伦比亚律师、政治家、法学家、自由党左翼领袖。历任昆迪纳马卡省众议员、众议员、参议员、波哥大市长、最高法院法官、教育部长、劳工部长。1933年组建“全国革命左翼联盟”，努力政府进行推动社会改革。1945年被“盖坦运动”提名为总统候选人，1946年作为自由党左翼候选人参加总统竞选失败，之后领导人民进行反对保守党政府独裁统治的斗争，1948年4月9日在圣菲波哥大遇刺身亡。

## 早年经历
1903年1月23日出生于哥伦比亚首都圣菲波哥大的一个小资产阶级家庭。他的父亲埃利塞尔·盖坦·奥塔罗拉是哥伦比亚自由党人，曾参加1899年～1902年进行的哥伦比亚内战千日战争，母亲曼努埃尔·阿亚拉·拉贝特朗是学校里的教师，盖坦在家中6个孩子中排行老大。盖坦早年生活困难，曾随父亲从事商业，在母亲的辅导下自学。1913年他开始前往学校接受正规中等教育，1919年从高中毕业。在盖坦上高中期间，他就曾支持哥伦比亚著名诗人吉列尔莫·巴伦西亚参加1918年的总统竞选活动，还参加反对总统马尔科·菲德尔·苏亚雷斯的抗议活动。

## 求学生涯
1920年，盖坦进入哥伦比亚国立大学攻读法律，1924年从国立大学毕业，获得律师资格。他在毕业时发表论文《社会主义思想在哥伦比亚》，曾一度引发了争议。盖坦在大学毕业后成为律师，在处理案件中展示出他优秀的法律才华。1924年—1925年，担任昆迪纳马卡省议员。1926年，盖坦在他的兄弟曼努埃尔·何塞·盖坦-阿亚拉的支持下，前往他梦寐以求的欧洲学习法律。盖坦在意大利罗马大学深造，攻读法学和犯罪心理学，他在罗马大学期间多次受到法学教授恩里克·菲利的表扬。1927年，盖坦从罗马大学毕业，获得法学博士学位。他在意大利深受该国独裁者贝尼托·墨索里尼的影响，领悟到了鼓动和组织民众的方式。

## 支持工人运动
盖坦所处的时代正直哥伦比亚国内生产关系迅速变化，国内阶级关系深刻变化，哥伦比亚同帝国主义国家的民族矛盾，工人、农民、工业资产阶级同封建大地主阶级矛盾日益尖锐的时期。20世纪20年代，哥伦比亚国内的罢工运动此起彼伏，石油工人、河运工人、香蕉和烟草种植园工人纷纷罢工。盖坦从罗马大学毕业后返回哥伦比亚，回国后，他对1928年圣玛尔塔香蕉种植园工人举行大罢工表示同情，努力捍卫工人的权利，对保守党政府镇压工人运动予以谴责，他还对政府镇压罢工运动的伤亡人数进行调查，并与参与罢工的工人进行接触。
1929年3月1日，盖坦当选为昆迪纳马卡省众议员，当年正式加入哥伦比亚自由党。1931年当选国家众议员，之后他利用议会讲坛，指责保守党政府镇压工人群众的罪行，支持当年6月圣菲波哥大爆发的反对美国垄断资本联合果品公司和保守党政府的示威活动。8月，盖坦亲自率领群众，举行抗议活动，抗议保守党政府内部的腐败。在担任众议员期间，盖坦亲自前往香蕉种植园，表示一定会为种植园工人争取到应有的权利。

## 推动改革
1930年，自由党人恩里克·奥拉亚·埃雷拉当选为总统，尽管自由党人取得了政权，但保守党人控制着国会，因此政府的内外政策没有出现明显的变化。1931年盖坦成为哥伦比亚国立大学和自由大学的刑法和犯罪社会学教授。1932年他成为自由大学的校长，当年11月前往墨西哥访问。
1932年哥伦比亚和秘鲁爆发了莱蒂西亚争端，哥伦比亚在冲突中失败，盖坦对哥伦比亚国内状况和自由党人不作为的行为十分不满，他和一些左翼人士要求修改《1886年宪法》关于中央集权和教会特权的条文，提出了一个调整农民与大地主关系的法案，但遭到保守党人控制的议会否决。他敦促自由党政府采取社会改革措施，又遭到攻击。
1933年4月，盖坦等一批主张改革、对自由党政府感到失望的自由党左翼人士在圣菲波哥大举行集会，成立“全国革命左派联盟”，形成了一个以知识分子、工人、农民和中产阶级等参加的政治运动，即“盖坦运动”，盖坦被推举为领袖。他提出了对外反对帝国主义、对内实行国有化等口号，主张分配土地给农民，保障工人的合法权益，强调要对现存社会进行激烈的改革，赢得了人民群众的广泛支持。在人民群众的压力下，恩里克·奥拉亚·埃雷拉政府被迫做出了一些改革，如缩减社会开支，兴建一些公共工程等。

## 重归自由党
1935年，盖坦当选为参议员，同年他重新加入哥伦比亚自由党，“全国左派联盟”也重返自由党内。1936年6月，盖坦当选为首都圣菲波哥大市市长。在市长任期内，他推动社会改革，积极改善城市道路基础设施，修建居民住房和集体食堂等。1937年3月辞去市长职务，之后他继续从事律师职业，1938年他还进行了一次国际旅行。
1939年，盖坦当选为哥伦比亚最高法院法官，次年2月被总统爱德华多·桑托斯任命为教育部长。在担任教育部长期间，盖坦积极推动教育改革，组织国内各地区进行了广泛的扫盲运动。1942年当选为纳里尼奥省的参议员，1943年10月8日盖坦被总统阿方索·洛佩斯·普马雷霍任命为劳工部长。

## 竞选总统
二战加快了哥伦比亚政治力量的划分，各派政治势力进行了激烈较量，以保守党人劳雷亚诺·戈麦斯为首的右翼势力，向自由党改革派发动猛烈进攻，哥伦比亚国内的暴力活动愈加频繁。在这种形势下，1944年3月6日，盖坦辞去劳工部长职务，决定参加1946年的总统大选。1945年9月23日，“盖坦运动”作为一支强大的民主力量，提名盖坦为总统候选人。
盖坦针对保守党势力抬头，提出了“恢复共和国道德和民主”的口号。他揭露两党政治集团同人民的尖锐对立，指出当权的政治寡头只是一小撮富人的代表，而大多数人民却处于无权地位。盖坦一方面利用一切群众集会和活动，宣传其改革的主张，以求得人民的支持；另一方面他改变斗争策略，努力争取自由党党内人士的支持。 
世界反法西斯同盟的胜利，扩大了哥伦比亚民主力量的影响。工会和农民组织得到巩固，共产党的力量有所发展，传统政党之间和党内各派的矛盾加深。但是，1946年5月自由党人在总统候选人意见上出现分歧，左翼提名盖坦为总统候选人，右翼提名加夫列尔·图尔瓦伊为总统候选人。在5月5日举行的总统大选中，盖坦获得了人民群众和左翼政党组织的支持，得到了358957张选票，得票率为27.2%。但是由于自由党提名了两位总统候选人，导致得票分散。保守党人马里亚诺·奥斯皮纳·佩雷斯当选为总统。

## 反独裁斗争
1946年8月保守党上台后，实行独裁统治，导致哥伦比亚国内的矛盾迅速激化，自由党和保守党的冲突加剧。总统选举的失败使自由党陷入混乱之中，盖坦看到了自由党的软弱，决心继承自由党精神，他提出“为夺回政权而战”的口号，决心以强大的人民运动对付大资产阶级和地主寡头势力的联合统治。
盖坦积极团结自由党人，1947年1月18日他召开“盖坦运动”代表大会，努力争取群众支持，通过组成政府的最低纲领，主张实行代议制民主制度，建立民主国家，反对寡头统治；强调由国家管理经济，反对经济垄断；要求进行社会改革，保障工人、农民和妇女的权利；反对外来干涉，谴责美国垄断资本的剥削和对哥伦比亚内政的粗暴干涉，盖坦的这些主张得到人民群众的支持，但也引起了保守党政府的不安和仇视。
1947年3月，哥伦比亚举行了议会选举，自由党左翼取得大部分议席，在参议院中自由党共有35席，其中自由党左翼就有22席，保守党只有28席，而在众议院中，自由党获得了74席，自由党左翼达44席，保守党为57席，同时，盖坦当选为参议院议长和国民议会议长，6月，自由党温和派承认盖坦为哥伦比亚自由党唯一领袖，当年10月，盖坦在圣菲波哥大市政选举中再次获胜，这时，自由党国会议员通过决议，宣布盖坦为下届总统候选人，这一决定使保守党政府恐慌不安，保守党政府陷入危机当中。
由于保守党政府继续实行独裁统治，盖坦领导自由党向保守党进攻。1948年2月7日，他领导5万群众在首都圣菲波哥大玻利瓦尔广场举行集会，抗议政府实行暴力统治，盖坦在大会上呼吁政府停止迫害活动，重申将为哥伦比亚人的自由、和平与安宁而斗争；接着，他召集自由党议员开会，决定同保守党政府公开决裂，自由党退出内阁导致联合内阁倒台。
1948年3月，第九届泛美会议在首都圣菲波哥大召开前夕，盖坦揭露美国加紧控制和奴役拉丁美洲各国的阴谋，指出保守党政府是帝国主义和大地主、大资产阶级的代理人，号召人民团结起来，坚持斗争。盖坦向帝国主义和国内保守势力进行的不妥协的斗争，严重的威胁着它们在哥伦比亚的统治地位。

## 惨遭暗杀
1948年4月1日，盖坦获得自由大学授予的政治学和社会学荣誉博士学位。4月8日，他负责处理一件关于一名士兵被指控谋杀记者的案件，盖坦努力为那名士兵作无罪辩护。4月9日中午，盖坦在成功处理了士兵案件之后和他的几位朋友在饭店结束聚餐准备离开时，遭到一名叫胡安·罗阿·西拉的枪手用左轮手枪的袭击，盖坦身受重伤，被送往医院抢救，但在当日14：05分因伤势过重而不幸离世，年仅45岁。当天下午，他原本安排了与古巴学生领袖菲德尔·卡斯特罗和委内瑞拉政治家罗慕洛·贝坦科尔特的会面。
盖坦被杀害的消息一传开，全国掀起了声势浩大的抗议浪潮。4月9日当天，圣菲波哥大爆发了大规模的人民起义，愤怒的人们将杀害盖坦的凶手围殴打死，之后起义群众夺取了政府军的武器，打开监狱大门，袭击并焚烧了保守党的世纪报社、总统劳雷亚诺·戈麦斯等人的官邸、大教堂等公共建筑物，占领电台、一些政府部门以及举行美洲国家组织会议的国会大厦，一度包围了总统府，起义很快波及到其他省份，政府出动了大批军队进行残酷镇压，起义历经了三天，最终被政府军镇压，圣菲波哥大恢复了平静。之后“盖坦运动”停止了活动，但盖坦的政治主张以及其领导的运动对哥伦比亚政治进程产生了重大影响，对人民群众的斗争起着促进作用。波哥大事件使哥伦比亚陷入了极度混乱，从此哥伦比亚进入1948年—1957年长达十年的“暴力时期”。

## 后世纪念
盖坦在去世后被哥伦比亚人民的广泛纪念，人们追认盖坦为哥伦比亚的烈士。他遇害的那一天4月9日被定为受害者日，他的居所被改造为以盖坦命名的博物馆。20世纪60年代末，时任总统卡洛斯·耶拉斯·雷斯特雷波为盖坦在圣菲波哥大中央公园举行了一次象征性的葬礼。圣菲波哥大有纪念盖坦的纪念碑和盖坦文化中心，还有以盖坦命名的豪尔赫·埃利塞尔·盖坦剧场，盖坦的肖像也被印在哥伦比亚1000比索钞票上。

## 家庭
盖坦1936年同安帕罗·哈拉米略结婚，两人共有一个女儿：格洛莉亚·盖坦·哈拉米略。格罗莉亚出生于1937年，父亲遇害后随母亲侨居瑞士，1957年回国，曾担任智利总统萨尔瓦多·阿连德的特别顾问。后在哥伦比亚国内大学任经济学和政治学教授，从事对盖坦政治理念的研究，并出版了多部著作。